# جداجد سيفية الذيل
جداجد سيفية الذيل (الاسم العلمي: Trigonidiidae)، فصيلة حشرات من مستقيمات الأجنحة والفصيلة العليا جداجد. تتكون من فُصيلتان.
- جدجداوات خشبية (Nemobiinae Saussure, 1877)
- جدجداوات سيفية الذيل (Trigonidiinae Saussure, 1874)